# لوس اجوس (نیومکزیکو)
لوس اجوس (به انگلیسی: Los Ojos) یک منطقهٔ مسکونی در ایالات متحده آمریکا است که در نیومکزیکو واقع شده‌است. لوس اجوس ۱۲۵ نفر جمعیت دارد و ۲٬۲۳۹٫۰۹ متر بالاتر از سطح دریا واقع شده‌است.